# Euphylidorea brevifilosa
Euphylidorea brevifilosa là một loài ruồi trong họ Limoniidae. Chúng phân bố ở miền Tân bắc.